# Podlugovi
Podlugovi är en ort i Bosnien och Hercegovina.   Den ligger i entiteten Federationen Bosnien och Hercegovina, i den centrala delen av landet, 16 km nordväst om huvudstaden Sarajevo. Podlugovi ligger 452 meter över havet och antalet invånare är 1 297.
Terrängen runt Podlugovi är huvudsakligen kuperad, men den allra närmaste omgivningen är platt. Podlugovi ligger nere i en dal. Runt Podlugovi är det ganska tätbefolkat, med 93 invånare per kvadratkilometer.. Närmaste större samhälle är Sarajevo, 15,5 km sydost om Podlugovi. 
I omgivningarna runt Podlugovi växer i huvudsak lövfällande lövskog.